# Durand contre Durand
Pour plus de détails, voir Fiche technique et Distribution.
 Durand contre Durand est un film français réalisé par Eugène Thiele et Léo Joannon, sorti en 1931.
Léo Joannon y fait ses débuts de réalisateur dans le parlant.

## Synopsis
Deux représentants de commerce ont le même nom et habitent la même rue, ce qui occasionne des méprises et quiproquos.

## Fiche technique
- Réalisation : Eugen Thiele (de) et Léo Joannon
- Scénario : Henry Gilbert
- Dialogues : Roger Féral, Jacques Monteux
- Musique : Jim Cowler, Leo Leux
- Direction artistique : Heinrich Richter
- Photographie : Georg Bruckbauer (de), Viktor Gluck (de)
- Son : Carl Erich Kroschke
- Production :  Nikolaus Nowik, Edgar Röll
- Société de production : Nowik & Roell-Film Gmbh, Societé Internationale Cinématographique
- Pays de production :  Allemagne,  France
- Langue : français
- Format : noir et blanc - 1,20:1 - mono - 35 mm
- Genre : comédie
- Durée : 85 minutes
- Date de sortie :
  - France : 27 novembre 1931.

## Distribution
- Roger Tréville : Max Durand I
- Paul Asselin : Max Durand II
- Jeanne Helbling : Suzy
- Clara Tambour : Gaby Pirouette
- Henri Kerny : Dieudonné
- Henri Chomette : Le pianiste
- Jules Mondos : Lévy-Bloch
- Doumel : Le coiffeur
- Simone Simon : Éliane
- Mady Berry : Mme Dieudonné